# Crivina, Mehedinți
Crivina este un sat în comuna Burila Mare din județul Mehedinți, Oltenia, România.
Satul Crivina, care apartine astăzi de comuna Burila Mare, este situat la nord de satul de centru al comunei, în apropierea Dunării, într-o zonă de nisipuri și dune plantate cu salcâmi. 
Populația: 1294 loc. în 1977, 880 loc. în 1992 și 875 loc. în 2002. Atestat din 1790. În 1819 a fost catagrafiat cu 75 de familii plătitoare de bir, așezate pe moșia stăpânită de Mănăstirea Crasna și alți coproprietari. În 1835 erau 100 de familii, iar în 1864 – 291 de familii. Populația a pendulat în funcție de circumstanțe de o parte și de alta a Dunării. 
În 1892 N.D.Spineanu consemna că aceste „crivine” de la Burila au fost populate de locuitori veniți din Serbia, Craiova, Peri și din alte localități.
Pe teritoriul satului au fost descoperite ziduri și monede romane. Sat al com. Devesel (1864-1892).In centrul satului se afla monumentul inaltat in memoria eroilor cazuti in primul razboi mondial cu textul: „În anul 1920 din inițiativa următorului comitet înălțatu-sa acest monument în amintirea camarazilor morți în războiul din 1916-1918 pentru întregirea neamului românesc”. 
A fost și comună de sine stătătoare, formată din satele: Crivina (1892-1912); Crivina și Vrancea (1938-mai 1968). Populația, în calitate de comună: 1875 loc. în 1945. 